# Pemphigus yangcola
Pemphigus yangcola är en insektsart. Pemphigus yangcola ingår i släktet Pemphigus och familjen långrörsbladlöss. Inga underarter finns listade i Catalogue of Life.